# Ninoe notocirrata
Ninoe notocirrata är en ringmaskart som först beskrevs av Fauvel 1932.  Ninoe notocirrata ingår i släktet Ninoe och familjen Lumbrineridae. Inga underarter finns listade i Catalogue of Life.